# Zack Cozart
Zachary Warren Cozart (Memphis, 12 agosto 1985) è un giocatore di baseball statunitense.

## Carriera

### Cincinnati Reds

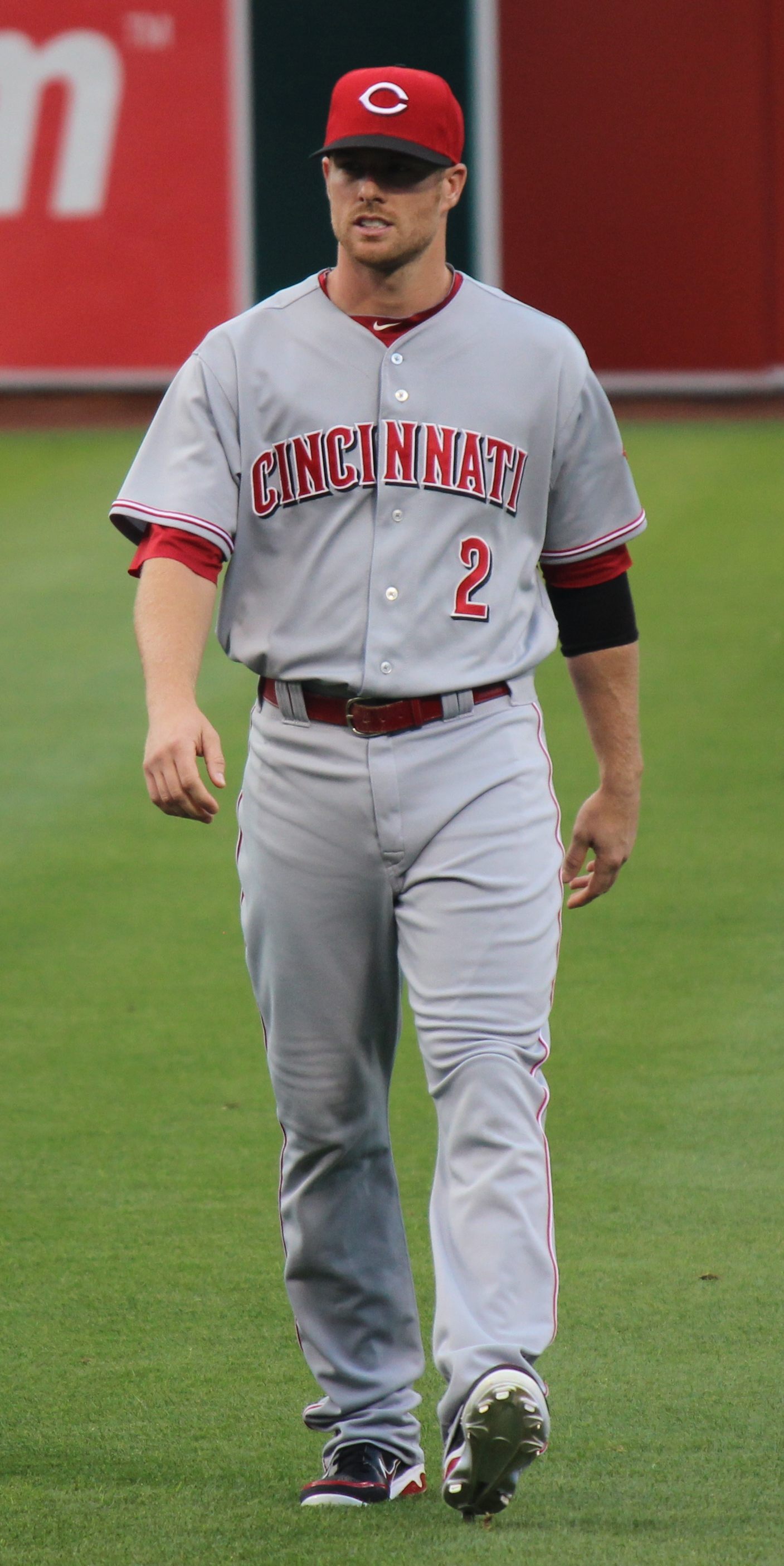
Cozart con i Reds nel 2013

Cozart fu selezionato al secondo turno, come 79ª scelta assoluta del draft MLB 2007, dai Cincinnati Reds. Debuttò nella MLB il 7 luglio 2011, al Miller Park di Milwaukee contro i Brewers, battendo la sua prima valida. Il 23 luglio, in una gara contro gli Atlanta Braves iperestese il proprio gomito sinistro, venendo costretto alla Tommy John surgery il 12 agosto, chiudendo la sua prima stagione con 11 presenze, una media battuta di .324, 2 fuoricampo e 3 punti battuti a casa (RBI). Tornò in campo il 5 aprile 2012, disputando nella sua seconda annata 138 gare con .246 in battuta, 33 doppi, 15 home run e 35 RBI.
Dopo un'annata negativa nel 2014, l'anno successivo Cozart ebbe un solido inizio di stagione, battendo con .258 e 9 home run in 53 gare. Il 10 giugno, durante una gara con i Philadelphia Phillies, scivolò nella prima base, rompendosi i legamenti e un tendine del ginocchio destro. La conseguente operazione chirurgica gli fece perdere il resto dell'anno. Il 4 aprile 2016, Cozart tornò in campo nel giorno del debutto stagionale, battendo con 3 su 3 con 2 doppi e un RBI nella vittoria per 6-2 sui Phillies. Concluse il 2016 con .252 in battuta e un nuovo primato personale di 16 fuoricampo in 121 gare. Malgrado ciò, Cozart fu rallentato dalle complicazioni per l'operazione subita nel 2015, perdendo le ultime 3 settimane della stagione.
Il 2 luglio 2017, Cozart fu convocato come titolare per il primo All-Star Game della carriera.

### Los Angeles Angels
Il 15 dicembre 2017, Cozart firmò un contratto triennale del valore di 38 milioni di dollari con i Los Angeles Angels.

### San Francisco Giants
Il 10 dicembre 2019, gli Angels scambiarono Cozart e Will Wilson con i San Francisco Giants per un giocatore da nominare in seguito oppure una somma in denaro. Venne svincolato dalla franchigia il 15 gennaio 2020.

## Palmarès
- MLB All-Star: 1

2017